# Ольшанский поселковый совет (Харьковская область)
Ольша́нский поселко́вый сове́т — входит в состав 
Дергачёвского района Харьковской области
Украины.
Административный центр поселкового совета находится в 
пгт Ольшаны.

## История
- 1920-е годы(?) — дата образования сельского Совета депутатов трудящихся в составе … волости Харьковского уезда Харьковской губернии Украинской Советской Социалистической Республики.
- С марта 1923 года по сентябрь 1930 — в составе Харьковского о́круга, с февраля 1932 — Харьковской области УССР.
- Входил в Деркачёвский район Харьковской области. В период, когда Деркачёвский район был упразднён, входил в Харьковский район.
- 1938 — дата преобразоавания сельсовета в поселковый совет одновременно с присвоением Ольшанам статуса посёлок городского типа.
- После 17 июля 2020 года в рамках административно-территориальной реформы по новому делению Харьковской области[2][3] данный поссовет и весь Дергачёвский район Харьковской области был ликвидирован; входящие в него населённые пункты и его территории были присоединены к Харьковскому району области.
- Поселковый совет просуществовал 82 года.

## Населённые пункты совета
- пгт Ольшаны